# Macromia celebica
Macromia celebica är en trollsländeart som beskrevs av Van Tol 1994. Macromia celebica ingår i släktet Macromia och familjen skimmertrollsländor. Inga underarter finns listade i Catalogue of Life.